# Kyselina methanseleninová
Kyselina methanseleninová je organická sloučenina selenu se vzorcem CH3Se(O)OH, patřící mezi seleninové kyseliny.

## Příprava
Kyselina methanseleninová se připravuje oxidací dimethyldiselenidu 3% peroxidem vodíku.
CH3-Se=Se-CH3 + H2O2 → 2 CH3-Se(=O)-OH
Seleninové kyseliny lze získat oxidacemi selenoesterů jedním ekvivalentem dimethyldioxiranu (DMDO); nadbytek tohoto činidla vytváří selenonové kyseliny (R-Se(=O)2-OH).
R-Se-C(=O)-R' + DMDO → R-Se(=O)-OH
R-Se-C(=O)-R' + 2 DMDO → R-Se(=O)2-OH
Selenenové kyseliny, vzniklé syn-eliminačními reakcemi selenoxidů, se samovolně disproporcionují na příslušné seleninové kyseliny a diselenidy:
4 R-Se-OH → 2 R-Se(=O)-OH + R-Se-Se-R

## Struktura a vlastnosti
Kyselina methanseleninová byla zkoumána rentgenovou krystalografií.
Atom selenu má pyramidální uspořádání, přičemž délky vazeb jsou 192,5(8) pm (Se-C), 167,2(7) pm (Se-O), a 175,6(7) pm (Se-OH), velikosti vazebných úhlů OSeO = 103,0(3)°, HO-Se-C = 93,5(3)°, a OSeC = 101,4(3)°. Struktura je izomorfní vůči kyselině methansulfinové.
Jednotlivé optické izomery kyseliny methanseleninové lze izolovat rekrystalizací ze směsi methanolu a toluenu, absolutní konfiguraci je možné určit rentgenovou krystalografií. Opticky aktivní kyselina methanseleninová je v pevném skupenství odolná proti racemizaci, ale v roztocích se racemizuje rychle.

## Protinádorové účinky
Kyselina methanseleninová vykazuje potenciálně protinádorové účinky a používá se jako model pro in vitro výzkum protinádorových účinků sloučenin selenu. Má lepší in vivo účinky proti buňkám lidských nádorů prostaty než selenomethionin nebo seleničitany.
Tato látka zvyšuje účinnost taxolu při léčbě nádorů prsu a u některých druhů zvyšuje náchylnost buněk k apoptóze.
Hlavním metabolitem zodpovědným za protinádorové účinky selenu by mohl být methanselenol (CH3SeH), který může vznikat in vivo redukcí kyseliny methanseleninové skrz tvorbu superoxidů.